# Rapid Bucarest (handball)
Pour le club omnisports, voir Rapid Bucarest.
Actualités
Dernière mise à jour : 17 février 2024.

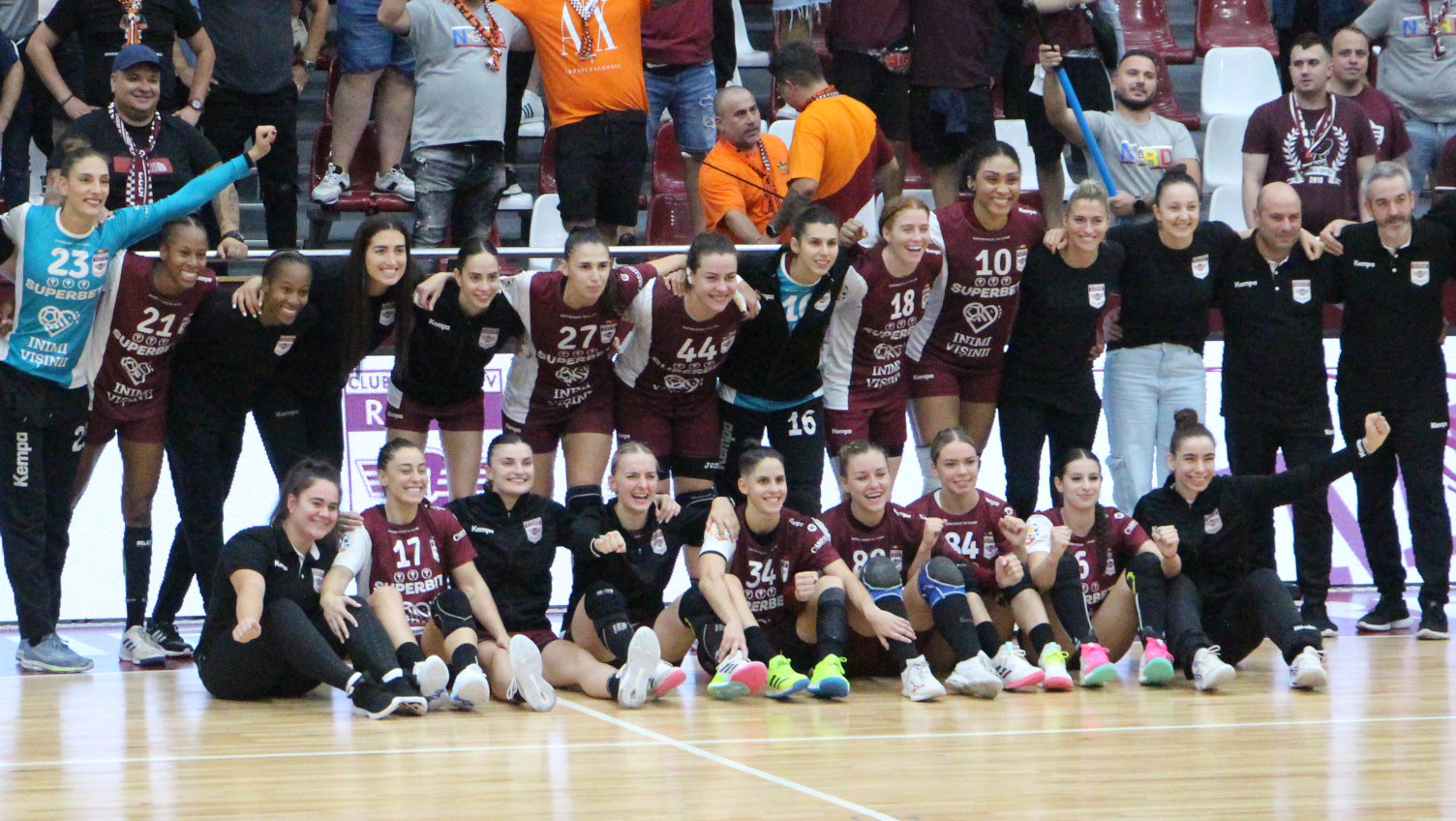
En octobre 2023.

Le Rapid Bucarest est un club féminin de handball basé à Bucarest en Roumanie. Cette section du club omnisports du Rapid Bucarest a été créée en 1934.

## Palmarès
compétitions internationales
- Coupe des clubs champions (C1) (1) :
  - Vainqueur : 1964
- Coupe de l'IHF (C3) (1): 
  - Vainqueur : 1993
- Coupe des Villes (C4) (1) :
  - Vainqueur : 2000

compétitions nationales
- Champion de Roumanie (6) :
  - vainqueur en 1961, 1962, 1963, 1967, 2003, 2022 (ro)
  - deuxième (7) : 1960, 1964, 1966, 1993, 1995, 2005, 2023
- Coupe de Roumanie (1) :
  - vainqueur en 2004
  - finaliste en 1992, 1994
- Supercoupe de Roumanie
  - finaliste en 2022, 2023

## Effectif 2023-2024
- Gardiennes de buts
  - 12  Diana Ciucă
  - 16  Denisa Șandru
  - 23  Ivana Kapitanović
- Ailières gauches
  - 06  Diana Manole
  - 20  Dorina Korsós
  - 21  Laura Kanor
- Ailières droites
  - 17  Marta López Herrero
  - 77  Alexandra Badea
- Pivots
  - 10  Albertina Kassoma
  - 27  Lorena Ostase
  - 44  Ainhoa Hernández
- Demi-centres
  - 07  Eliza Buceschi 
  - 08  Mathilde Neesgaard
  - 34  Alicia Fernández
  - 79  Estavana Polman
  - 90  Milena Raičević
- Arrières gauches
  - 02  Lara González Ortega
  - 22  Orlane Kanor
  - 37  Raluca Tudor
  - 84  Enrika Bodijar
- Arrières droites
  - 88  Anđela Janjušević
  - 96  Alina Ilie

## Personnalités liées au club
Parmi les joueuses ayant évolué au club, on trouve :
- Aurelia Brădeanu
- Eliza Buceschi
- Azenaide Carlos
- Djazz Chambertin
- Mihaela Ciobanu
- Alina Dobrin (ro)
- Cristina Dogaru (ro)
- Alicia Fernández
- Julie Foggea
- / Elena Gropoșilă
- Laura Kanor
- Orlane Kanor
- Ivana Kapitanović
- Lara González Ortega
- Estavana Polman
- / Sorina Lefter (ro)
- Milena Raičević
- / Gabriela Tănase (ro)
- Cristina Vărzaru